# Акуне
А́куне (яп. 阿久根市, あくねし, МФА: [akune ɕi̥]?) — місто в Японії, в префектурі Каґошіма. Розташоване в північно-західній частині префектури, на узбережжі Східно-Китайського моря.    Отримало статус міста 1952 року. Площа становить 134,30 км². Станом на 1 липня 2012 року населення складало 22 402  осіб, густота населення — 167 осіб/км².  Основою економіки є рибальство, переробка морепродукти, вирощування помело, мандаринів, зеленого гороху.  В місті розташовані багато гарячих ванн на термальних водах. 

## Клімат
Місто знаходиться у зоні, котра характеризується вологим субтропічним кліматом. Найтепліший місяць — серпень із середньою температурою 26.7 °C (80 °F). Найхолодніший місяць — січень, із середньою температурою 6.7 °С (44 °F).
| Клімат Акуне            | Клімат Акуне | Клімат Акуне | Клімат Акуне | Клімат Акуне | Клімат Акуне | Клімат Акуне | Клімат Акуне | Клімат Акуне | Клімат Акуне | Клімат Акуне | Клімат Акуне | Клімат Акуне | Клімат Акуне |
| Показник                | Січ.         | Лют.         | Бер.         | Квіт.        | Трав.        | Черв.        | Лип.         | Серп.        | Вер.         | Жовт.        | Лист.        | Груд.        | Рік          |
| Середній максимум, °C   | 10           | 11           | 14           | 19           | 22           | 25           | 29           | 30           | 27           | 23           | 18           | 13           | 20           |
| Середня температура, °C | 7            | 7            | 10           | 15           | 19           | 22           | 26           | 27           | 24           | 19           | 14           | 9            | 16           |
| Середній мінімум, °C    | 3            | 4            | 6            | 11           | 15           | 19           | 23           | 23           | 20           | 15           | 10           | 6            | 12           |
| Норма опадів, мм        | 82           | 104          | 158          | 227          | 234          | 426          | 308          | 211          | 217          | 116          | 90           | 77           | 2249         |
| ----------------------- | ------------ | ------------ | ------------ | ------------ | ------------ | ------------ | ------------ | ------------ | ------------ | ------------ | ------------ | ------------ | ------------ |
| Джерело: Weatherbase    |              |              |              |              |              |              |              |              |              |              |              |              |              |

## Історія
Відоме з середньовіччя як важливий транспортний пункт на шляху з Рюкю до північного Кюсю. З 15 століття ним володів рід Шімадзу. 1 квітня 1952 року містечко Акуне отримало статусу міста. Назва міста походить від імені роду Акуне, який володів цими землями у 9 — 11 столітті.

## Уродженці
- Накано Йошіхіро — японський футболіст.